# 鹿児島県道335号市比野東郷線
鹿児島県道335号市比野東郷線（かごしまけんどう335ごう いちひのとうごうせん）は、鹿児島県薩摩川内市を通る一般県道である。

## 概要
薩摩川内市樋脇町市比野から同市東郷町斧渕までを結ぶ。

### 路線データ
- 起点：薩摩川内市樋脇町市比野（鹿児島県道39号串木野樋脇線交点）
- 終点：薩摩川内市東郷町斧渕（国道267号交点）
- 主な経由地：薩摩川内市中村町、楠元町

## 路線状況

### 重複区間
- 鹿児島県道42号川内加治木線（薩摩川内市樋脇町市比野 - 薩摩川内市樋脇町塔之原）
- 鹿児島県道333号川内祁答院線（薩摩川内市樋脇町塔之原）
- 鹿児島県道394号山崎川内線（薩摩川内市中村町）

## 地理

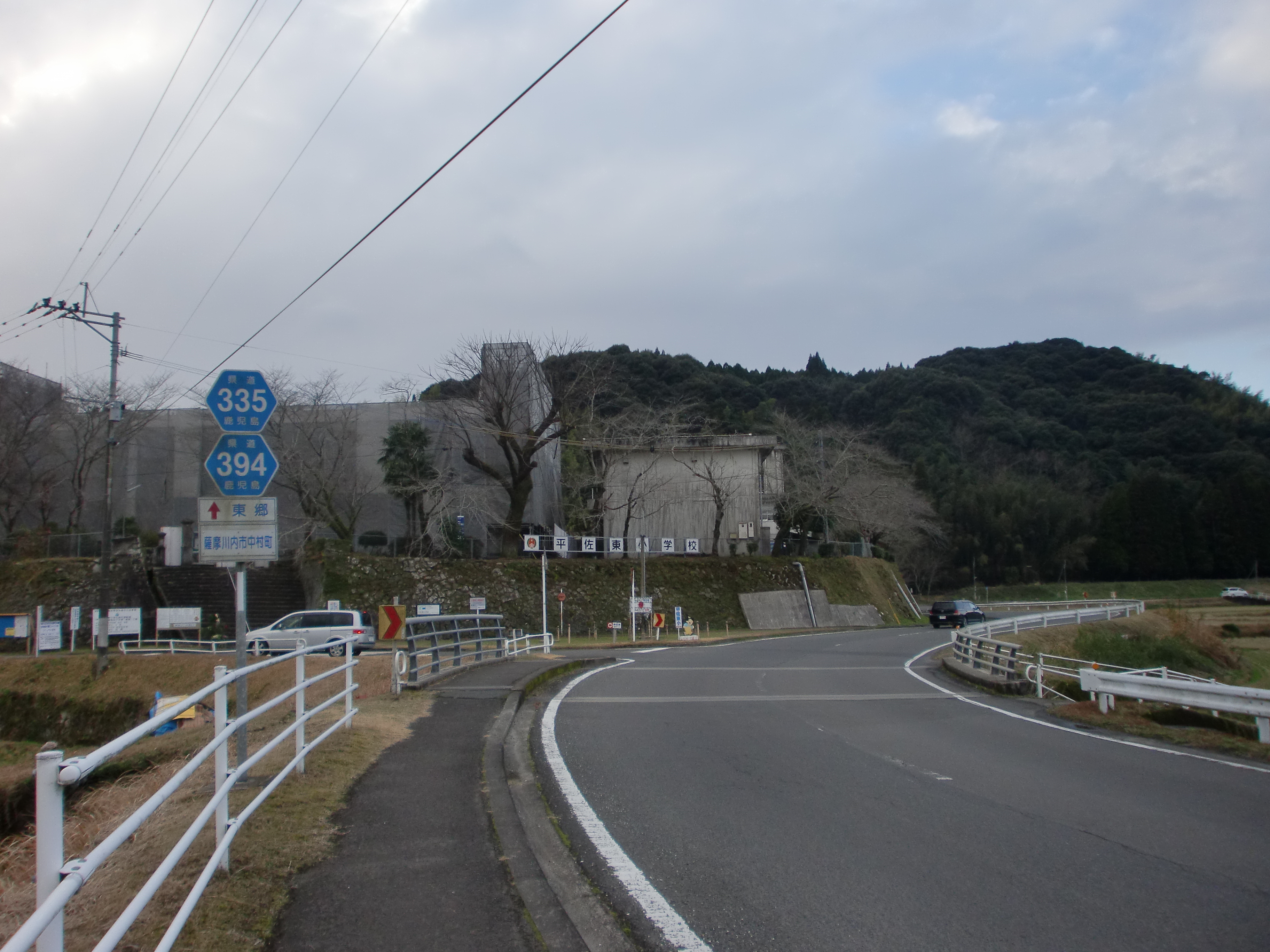
中村町から東郷方面を望む
（県道394号との重複区間）

### 通過する自治体
- 薩摩川内市

### 交差する道路
※起点から順に
| 交差する道路                             | 交差する場所 | 交差する場所 |
| ---------------------------------------- | ------------ | ------------ |
| 鹿児島県道39号串木野樋脇線               | 樋脇町市比野 | 起点         |
| 鹿児島県道42号川内加治木線 重複区間起点  | 樋脇町市比野 |              |
| 鹿児島県道42号川内加治木線 重複区間終点  | 樋脇町塔之原 |              |
| 鹿児島県道333号川内祁答院線 重複区間起点 | 樋脇町塔之原 |              |
| 鹿児島県道333号川内祁答院線 重複区間終点 | 樋脇町塔之原 |              |
| 鹿児島県道394号山崎川内線 重複区間起点   | 中村町       |              |
| 鹿児島県道394号山崎川内線 重複区間終点   | 中村町       |              |
| 鹿児島県道394号山崎川内線                | 楠元町       |              |
| 国道267号                                | 東郷町斧渕   | 終点         |

### 沿線
- 市比野温泉
- 鹿児島県立樋脇高等学校（廃校）
- 薩摩川内市立樋脇小学校
- 国鉄宮之城線樋脇駅記念館
- 薩摩川内市立平佐東小学校
- 薩摩川内市立東郷中学校